# Robin van Persie

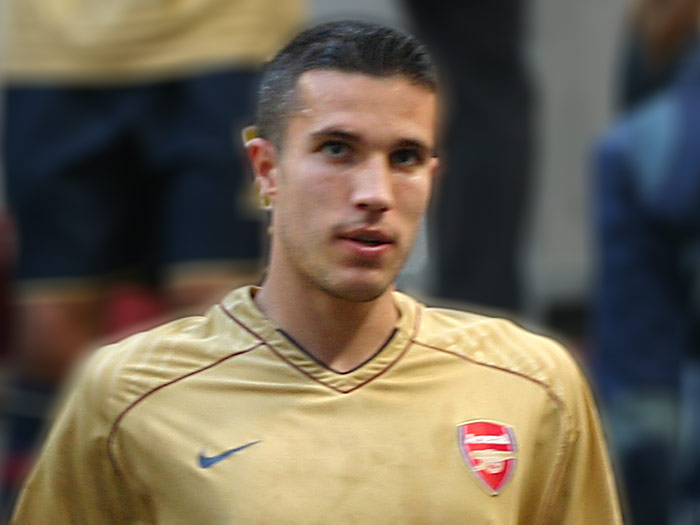
Van Robin van Persie.

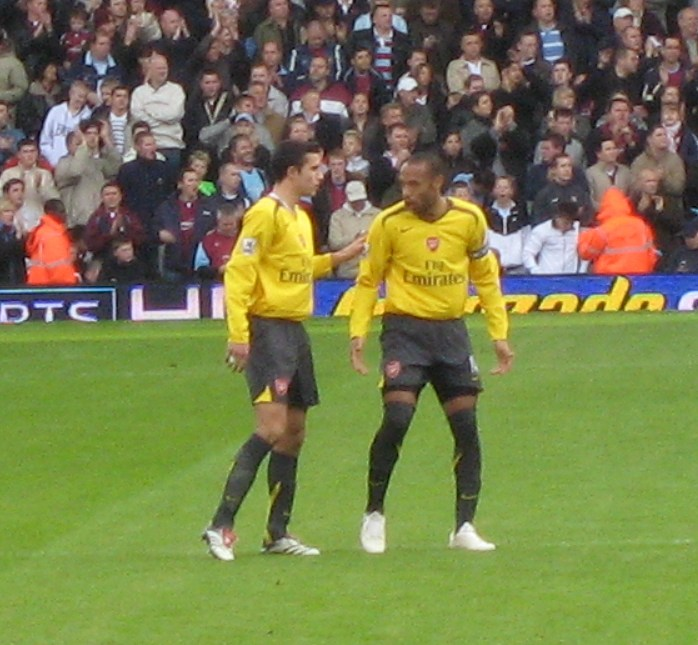
Van Persie amb Thierry Henry.

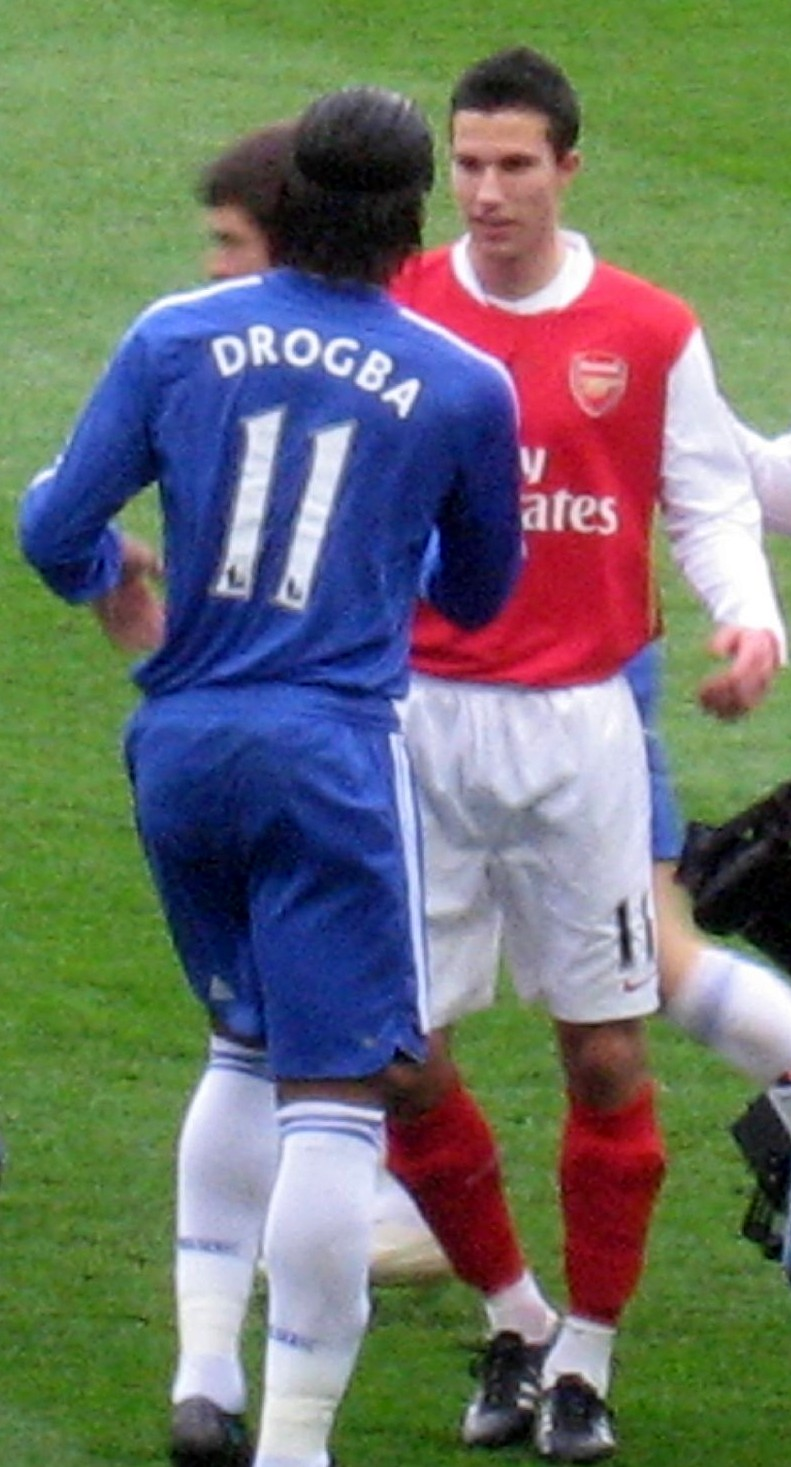
Van Persie enfront del Chelsea el 2008.

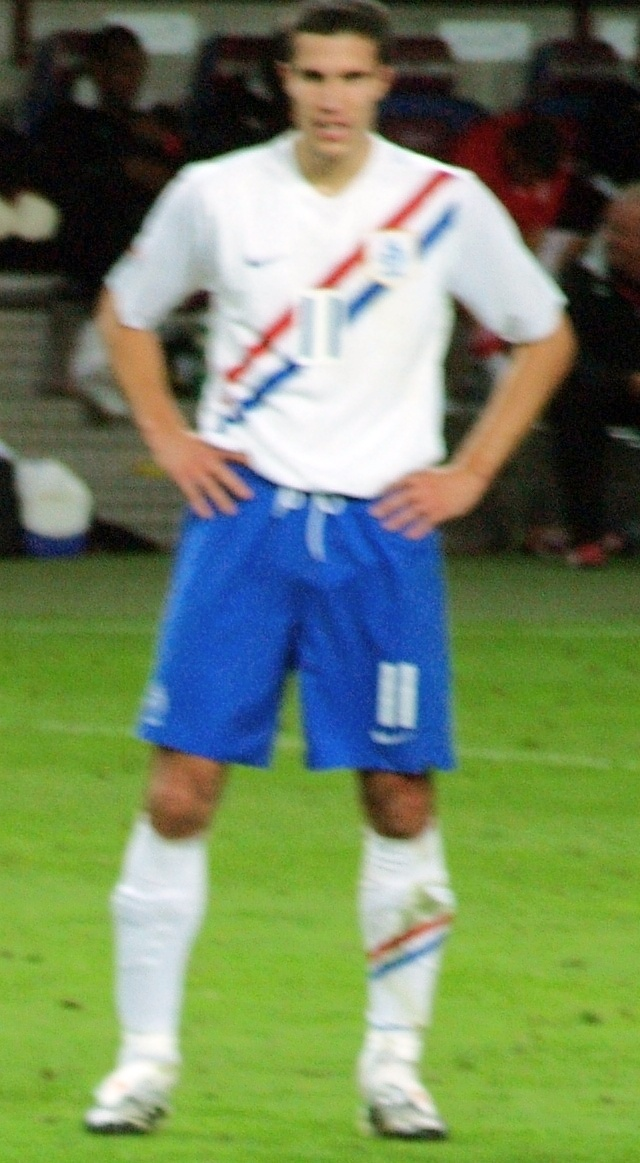
Van Persie a la selecció neerlandesa.

Robin van Persie (Rotterdam, 6 d'agost de 1983) és un futbolista neerlandès, ja retirat, que jugava com a davanter. El seu últim club fou el Feyenoord Rotterdam. Va ser també internacional amb la selecció del seu país, on jugava de vegades com a extrem.

## Trajectòria
Es formà a dos clubs de la seva ciutat natal, l'SBV Excelsior i el Feyenoord, on debutà com a professional. Signà pels anglesos de l'Arsenal FC el 2004 amb un traspàs de £3 milions.
Amb la selecció neerlandesa debutà el 2005. Fou seleccionat per Marco Van Basten per a la Copa del Món del 2006, on jugà els 4 partits de la selecció, marcant un gol enfront de Costa d'Ivori. També participà en l'Eurocopa 2008 on marcà dos gols.
El 2012 fitxa pel Manchester United per la quantitat de 30 milions de lliures esterlines. Durant la temporada aconsegueix la Premier League marcant 26 gols.
A la pretemporada de la 2013/14 aconsegueix la Community Shield, i marca 24 gols en tota la temporada (destaquen el 3 gols per remuntar l'Olympiakos de Grècia).
El 13 de maig de 2014 va ser inclòs per l'entrenador de la selecció dels Països Baixos, Louis Van Gaal, a la llista preliminar de 30 jugadors per representar aquest país a la Copa del Món de Futbol de 2014 al Brasil. Finalment va ser confirmat en la nòmina definitiva de 23 jugadors el 31 de maig.

## Estadístiques
| Club       | Temporada | Lliga   | Lliga | Lliga   | Copa    | Copa | Copa    | Europa  | Europa | Europa  | Total   | Total | Total   |
| Club       | Temporada | Partits | Gols  | Assist. | Partits | Gols | Assist. | Partits | Gols   | Assist. | Partits | Gols  | Assist. |
| ---------- | --------- | ------- | ----- | ------- | ------- | ---- | ------- | ------- | ------ | ------- | ------- | ----- | ------- |
| Feyenoord  | 2001–02   | 8       | -     | -       | -       | -    | -       | 7       | -      | -       | 15      | -     | -       |
| Feyenoord  | 2002–03   | 23      | 9     | -       | -       | -    | -       | 2       | -      | -       | 25      | 9     | -       |
| Feyenoord  | 2003–04   | 28      | 6     | -       | -       | -    | -       | 3       | 0      | -       | 31      | 6     | -       |
| Feyenoord  | Total     |         |       |         |         |      |         |         |        |         | 71      | 15    | -       |
| Arsenal FC | 2004–05   | 26      | 5     | 1       | 9       | 4    | 0       | 6       | 1      | 0       | 41      | 10    | 1       |
| Arsenal FC | 2005–06   | 24      | 5     | 1       | 7       | 4    | 0       | 7       | 2      | 0       | 38      | 11    | 1       |
| Arsenal FC | 2006–07   | 22      | 11    | 7       | 1       | 0    | 0       | 8       | 2      | 1       | 31      | 13    | 8       |
| Arsenal FC | 2007–08   | 15      | 7     | 3       | 1       | 0    | 0       | 7       | 2      | 2       | 23      | 9     | 5       |
| Arsenal FC | Total     | 87      | 28    | 12      | 18      | 8    | 0       | 28      | 7      | 3       | 133     | 43    | 15      |
| Total      | Total     |         |       |         |         |      |         |         |        |         | 204     | 58    |         |

(Estadístiques a data de 29 d'abril 2008)
| Selecció      | Temporada | Partits | Gols |
| ------------- | --------- | ------- | ---- |
| Països Baixos | 2004–05   | 2       | 1    |
| Països Baixos | 2005–06   | 12      | 1    |
| Països Baixos | 2006–07   | 5       | 5    |
| Països Baixos | 2007–08   | 8       | 2    |
| Total         |           | 27      | 9    |

(Estadístiques a data de 14 de juny 2008)

## Palmarès

### Feyenoord Rotterdam
- 1 Copa de la UEFA: 2001-02.
- 1 Copa neerlandesa: 2017-18.
- 1 Supercopa neerlandesa: 2018.

### Arsenal FC
- 1 Community Shield: 2004.
- 1 FA Cup: 2005.

### Manchester United FC
- 1 FA Premier League: 2012-13.
- 1 Community Shield: 2013.